# 中島小百合 (プロレスラー)
中島 小百合（なかじま さゆり、1970年1月29日 - ）は、日本の元女子プロレスラー。身長166cm、体重58kg、血液型AB型。北海道常呂郡出身。

## 得意技
- フライングクロスアタック
- ダイビングクロスアタック
- ヘッドシザースからの回転エビ固め

## 経歴・戦歴
北斗晶、みなみ鈴香、堀田祐美子、浅生恭子、石黒泰子、佐藤真紀、岡林理恵 、神崎文枝らと同期入門であった｡
1985年
- 6月14日、北海道・函館市民体育館において、対神崎文枝戦でデビュー。

1987年
- 11月12日、埼玉・戸田市スポーツセンターにて同期の浅生恭子と共に現役を引退。

プロレス引退後は銀座の某デパートに就職し、ベルトの販売をしていた。
北斗晶オフィシャルブログの2010年10月25日付ブログタイトル ｢情報求む!｣ の文中には中島の名前が掲載されており、現在消息不明と記されている。同ブログでは中島を含め、消息がつかめない同期の元選手に関する情報提供を呼びかけているものの、現在でも消息がつかめていない模様である。